# Saint-André-Treize-Voies
Saint-André-Treize-Voies è un comune francese soppresso e frazione del dipartimento della Vandea, nella regione dei Paesi della Loira. Dal 1º gennaio 2016 si è fuso con i comuni di Mormaison e Saint-Sulpice-le-Verdon per formare il nuovo comune di Montréverd.

## Società

### Evoluzione demografica
Abitanti censiti